# ベン・シルバーマン
ベン・シルバーマン（英語: Ben Silbermann、1982年（1983年） - ）とはアメリカ合衆国のインターネット企業家でPinterest (ピンタレスト) というウェブサイトの共同設立者兼CEOである。Pinterest は、世界中の素敵なアイデアを発見し、整理するアプリである。Pinterest を使うことにより、料理、旅行、インテリアコーディネートなど、素敵なアイデアを見つけて集めておくことができる。ユーザーはテーマ別に作成した「ボード」に、気に入った画像（「ピン」と呼ぶ）を収集し、お気に入りのコレクションを作成できる。Pinterest 内で検索をしたり、他ユーザーのボードを見たり、ピンタレストのおすすめするピンを見たりすることで、お気に入りのピンを見つけることができる。また、ウェブサイトを閲覧している際に見つけたお気に入りの画像をピンにすることもでき、オンライン上のあらゆるところからピンを自分のボードに集めることができる。　　
アイオワ州デモイン育ち。高校生時代の1998年、マサチューセッツ工科大学が高校生向けに提供しているen:Research Science Instituteに参加。2003年にイェール大学の政治学主専攻科目を卒業。
大学卒業後、最初はGoogle社のセールス部門で働いたが、間もなく退職し、大学時代の友人だったポール・シャッラとニューヨークで出会ったエヴァン・シャープと共にiPhone対応アプリケーションの開発を始めた。とはいえ、多くの失敗を経て誕生したのが Pinterestだったのであり、初期の Pinterest は、繰り返し利用してくれる定着したユーザーたち（userbase)の数が少なく、ユーザーらがこのサービスに感じている魅力の程度（engagement)も非常に小さなものにすぎず、程度が低かった。シルバーマンは自身の失敗を周囲に言うのが非常に恥ずかしかったが、サイトの修正や改善を続けたと述べている。その努力の結果ユーザーが望むようなサービスが提供できるようになり、やっとユーザーが定着するようになり、Pinterest は今日、全世界で1億人以上のユーザー数を誇っている。